# Ferrocarril de Pravia a Villablino
El Ferrocarril de Pravia a Villablino fue un proyecto de ferrocarril español, entre las provincias de Asturias y León, pensado para dar salida al mar Cantábrico, a través del puerto de San Esteban de Pravia, al carbón y a los recursos forestales de la cuenca alta del río Narcea y de la zona noroeste de la provincia de León. Comenzó a gestarse a finales del siglo XIX, en una época de pleno desarrollo del ferrocarril español donde proliferaba la construcción de nuevas líneas.
Concretamente, entre 1895 y 1900, el ingeniero de minas J. Martelet y el inspector de montes Fatou, firman en París el proyecto de construcción de una línea férrea que discurriría a través del valle del río Narcea, desde el concejo de Cangas del Narcea, conocido entonces como Cangas de Tineo, hasta el puerto marítimo de San Esteban de Pravia.

## Proyecto inicial
El proyecto, incluía la instalación en Ventanueva de un horno alto de fundición, que utilizaría como combustible la antracita de las minas de la zona; y otras instalaciones asociadas a la explotación forestal.
El 25 de marzo de 1902 se constituye la Sociedad General de Explotaciones Forestales y Mineras Bosna – Asturiana con capital francés, vasco y asturiano, que comenzó la explotación de los recursos del alto Narcea en 1903. La empresa funcionó aceptablemente hasta 1908, momento a partir del cual su actividad descendió considerablemente debido, principalmente, a un incendio que destruye una de sus serrerías. Tras este hecho, el proyecto de la línea férrea nunca llega a ejecutarse.

## Proyectos posteriores e inicio de las obras
Posteriormente, en la década de 1940, tras la guerra civil española, la idea de construir un ferrocarril entre Pravia y Cangas del Narcea, que diese salida al mar del carbón extraído en las minas del valle alto del Narcea, retoma fuerza, y así, el decreto de 2 de abril de 1943 (publicado en el BOE el 16 abril), declaró de urgente construcción como ferrocarril secundario, sin garantía de interés, al de Pravia a Cangas del Narcea, cuya concesionaria era la ya extinta Diputación Provincial de Oviedo, al amparo de la Ley de 7 de octubre de 1939 sobre tramitación abreviada de los expedientes de expropiación forzosa. El ancho sería métrico, y la dureza de algunos tramos recomendaron su electrificación.
Desde Pravia, donde enlazaría con el Ferrocarril Vasco–Asturiano para alcanzar el puerto marítimo de San Esteban de Pravia, discurriría por la vega de Forcinas alcanzando la confluencia de los ríos Nalón y Narcea; continuaría por la margen izquierda de este último a través de Corias, Luerces y Cornellana. Alcanzaría Laneo, Bárcena, Soto de la Barca, y a través del Puente del Infierno y Corias llegaría a Cangas del Narcea.

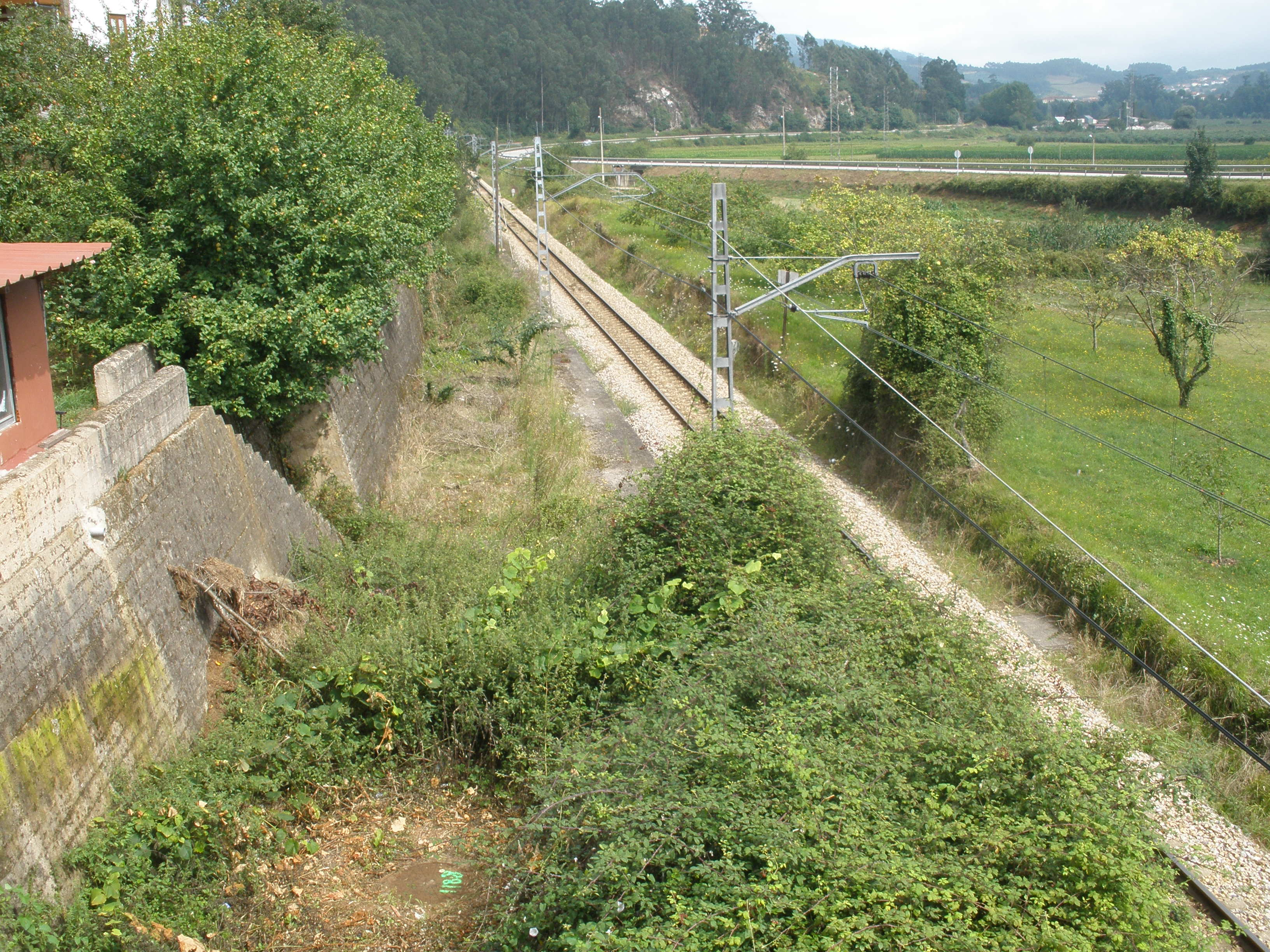
Punto en Forcinas, Pravia, en el que se separarían el ferrocarril Vasco Asturiano (en servicio y a la derecha) y el Pravia - Villablino (a la izquierda).

Sin embargo, los planes del gobierno de entonces eran mucho más ambiciosos, y el 3 de febrero de 1945, la Diputación Provincial de Oviedo recibe una nueva concesión, para la construcción de un ferrocarril económico, sin garantía de interés, entre Cangas del Narcea y Villablino. De esta forma, se pretendía dar salida al mar, a través del puerto de San Esteban de Pravia a los carbones extraídos en la pujante minería berciana. El trazado uniría Cangas del Narcea con La Regla de Perandones, Cibuyo y Sestoraso, penetraría por el valle de Gedrez y Monasterio de Hermo, atravesaría Degaña por un túnel de casi 4 kilómetros de longitud y sobrepasaría Cerredo alcanzando su cota máxima, de 1100 metros sobre el nivel del mar. Desde ahí, a través de otro túnel de 3 kilómetros, llegaría a Caboalles de Arriba y enlazaría finalmente con Villablino.

## Paralización de las obras
En 1945, la infraestructura (trincheras, muros de contención, túneles, puentes, etc.) entre Pravia y Cornellana se encontraba prácticamente terminada, y en avanzado estado entre Cornellana y Barcena, a falta de la colocación de los raíles. La Diputación Provincial de Oviedo, promotora y concesionaria de las obras, deseaba ponerlo en servicio entre Pravia y Cornellana utilizando material móvil del Ferrocarril Vasco–Asturiano.
Las vicisitudes políticas de la época, hicieron que nunca se colocasen los raíles entre Pravia y Cornellana, y que se abandonasen las obras más allá de Barcena. 
El 4 de septiembre de 1957, el ministro de Obras Públicas, don Jorge Vigón, visitó la cuenca alta del río Narcea para informarse del estado de sus vías de comunicación, recorriendo las paralizadas obras del ferrocarril. Prometió ver la forma de poner en servicio el tramo entre Bárcena y Pravia, facilitando el transporte de carbón por el valle del Narcea. La promesa no fue cumplida.

## Estado actual

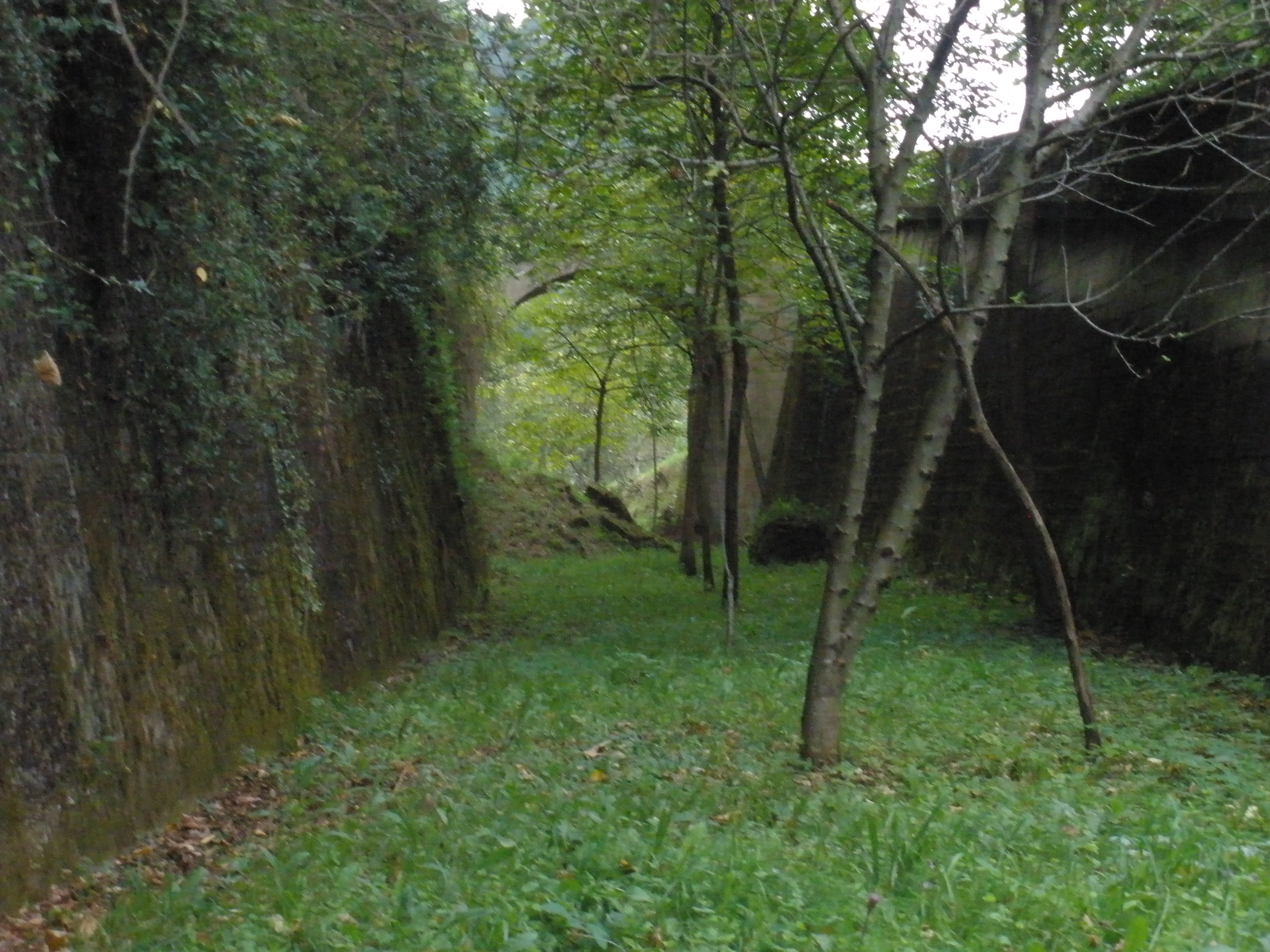
Trinchera del trazado, entre Laneo y Cornellana.

Todavía hoy, puede verse parte de la infraestructura construida, como túneles, trincheras, muros de contención, puentes, etc.
La línea, habría servido para vertebrar territorialmente todo el valle del Narcea, tanto en el transporte de pasajeros como de mercancías, campo este último en el que habría sido especialmente significativo el transporte de carbón para la central térmica del Narcea.
La construcción, en los primeros años de la década de 1990, de la carretera AS-16 aprovechó parte de la infraestructura del ferrocarril, como es el caso, previo acondicionamiento, del Túnel de Vegañán.